# يان غري
يان غري (بالإنجليزية: Ian Grey)‏ هو لاعب دوري الرغبي نيوزيلندي، ولد في 1930 في أوكلاند في نيوزيلندا، وتوفي في 7 يوليو 2009 في Blairgowrie, Victoria ‏ في أستراليا.